# Asura pyropa
Asura pyropa là một loài bướm đêm thuộc phân họ Arctiinae, họ Erebidae.